# Erőforrás
Az erőforrás a környezetünkben rendelkezésre álló összes olyan anyagot jelenti, amely technológiailag hozzáférhető, gazdaságilag megvalósítható és kulturálisan fenntartható, és amely segít bennünket szükségleteink és igényeink kielégítésében. Az erőforrások rendelkezésre állásuk alapján nagyjából a megújuló, illetve a nemzeti és nemzetközi erőforrások közé sorolhatók. Egy tárgy a technológia segítségével válhat erőforrássá. Az erőforrások hasznosításának előnyei közé tartozhat a jólét növekedése, egy rendszer megfelelő működése vagy a javított kút. Emberi szempontból rendszeres erőforrás minden, ami az emberi szükségletek és igények kielégítését szolgálja.
Az erőforrások fogalma számos bevett munkaterületen, például az informatikában, a menedzsmentben és az emberi erőforrásokban alakult ki - a verseny, a fenntarthatóság, a megőrzés és a gondoskodás fogalmaihoz kapcsolódva. Az emberi társadalmon belüli alkalmazásban a kereskedelmi vagy nem kereskedelmi tényezők igénylik a menedzsmentet.
Az erőforrások fogalma a vezetés erőforrások feletti irányításához is köthető; ez magában foglalhatja az emberi erőforrással kapcsolatos kérdéseket, amelyekért a vezetők felelősek, az ügyek irányításában, támogatásában vagy irányításában és az ebből eredő szükséges intézkedésekben. Például a szakmai csoportok, az innovatív vezetők és a technikai szakértők esetében az archiválási szakértelem, a tudományos vezetés, az egyesületi vezetés, az üzleti vezetés, a menedzsment, a közigazgatási vezetés, a közigazgatás, a szellemi vezetés és a szociális igazgatás esetében.

## A méretaszimmetria meghatározása
Az erőforrás-verseny a teljesen szimmetrikustól (minden egyed méretétől függetlenül ugyanannyi erőforrást kap, ez az úgynevezett „scramble competition”) a tökéletesen méretszimmetrikuson (minden egyed ugyanannyi erőforrást használ ki egységnyi biomasszára vetítve) át a teljesen méret-aszimmetrikusig (a legnagyobb egyedek az összes rendelkezésre álló erőforrást kiaknázzák) terjedhet.

## Számítógépes erőforrások

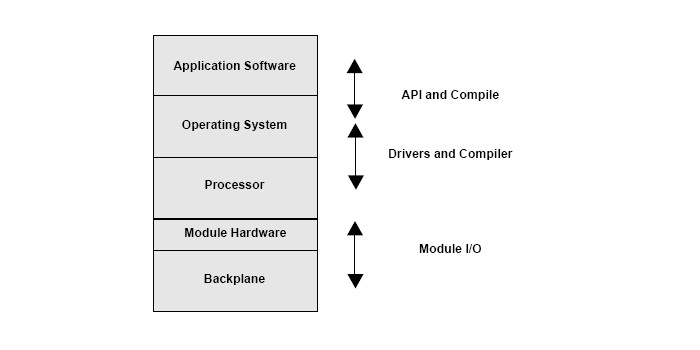
Számítógépes erőforrások diagramja

A számítógépes erőforrás egy számítógépen vagy információkezelő rendszeren belül korlátozottan rendelkezésre álló fizikai vagy virtuális komponens. A számítógépes erőforrások közé tartoznak a beviteli, feldolgozási, kimeneti, kommunikációs és tárolási eszközök.

## Természetes erőforrások

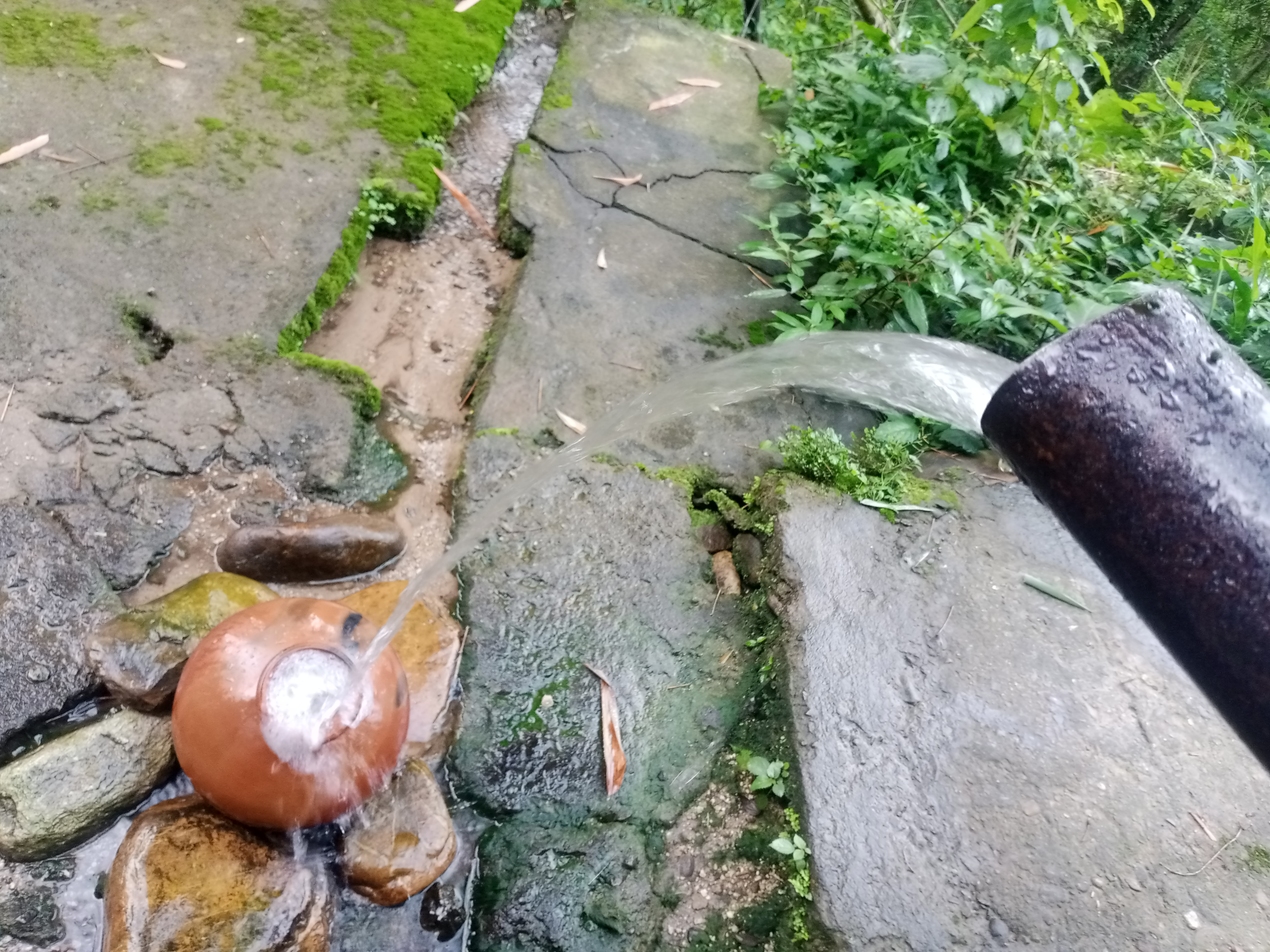
A föld alatti víz, egy természeti erőforrás, itt látható egy csőből kifolyó Himachal Pradesh-ben, Indiában

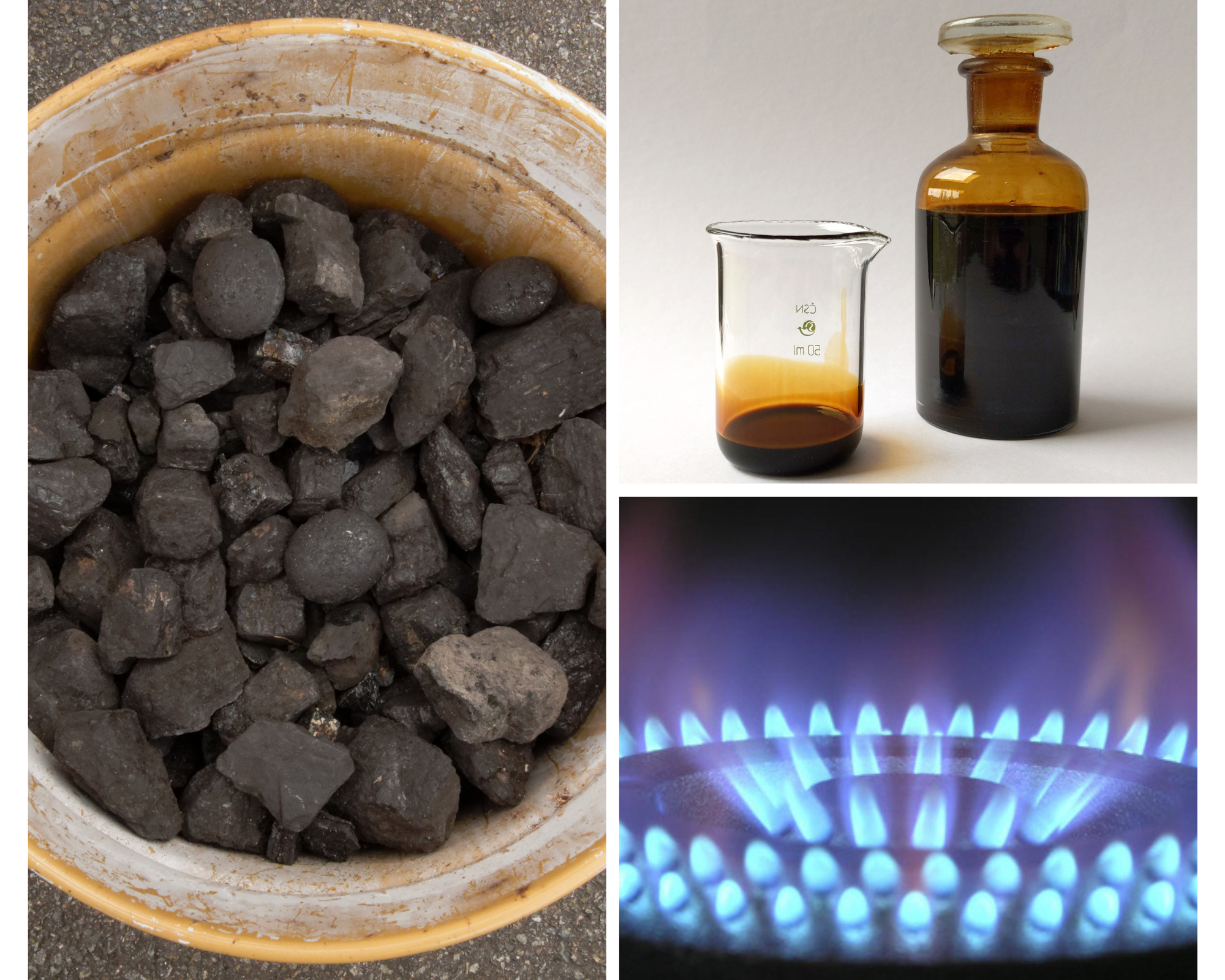
Különféle fosszilis tüzelőanyagok, nem megújuló erőforrások - olaj, szén és földgáz

A természeti erőforrások a környezetből származnak. Sok természeti erőforrás elengedhetetlen az emberi túléléshez, míg másokat az emberi vágyak kielégítésére használnak fel. A természetvédelem a természeti erőforrásokkal való gazdálkodás, amelynek célja a fenntarthatóság. A természeti erőforrások különböző módon tovább osztályozhatók.
Az erőforrások származásuk alapján kategorizálhatók:
- Az abiotikus erőforrások közé tartoznak a nem élő dolgok (például föld, víz, levegő és ásványi anyagok, például arany, vas, réz, ezüst).
- A biotikus erőforrásokat a bioszférából nyerik. Fontos példák az erdők és termékeik, az állatok, a madarak és termékeik, a halak és más tengeri élőlények. Az olyan ásványok, mint a szén és a kőolaj, néha ebbe a kategóriába tartoznak, mivel megkövesedett szerves anyagokból képződtek hosszú időn keresztül.

A természeti erőforrásokat a fejlettségi fok alapján is osztályozzák:
- A potenciális erőforrások ismertek, és a jövőben felhasználhatók. Például India és Kuvait számos részén létezhet kőolaj, ahol üledékes kőzetek találhatók, de a tényleges kifúrásig és használatba vételig potenciális erőforrás marad.
- A tényleges erőforrások azok, amelyek felmérésre kerültek, mennyiségük és minőségük meghatározásra került, és amelyek jelenleg használatban vannak. Például kőolajat és földgázt aktívan nyernek a Mumbai High Fields-ről. Egy tényleges erőforrás, például a fafeldolgozás fejlesztése a rendelkezésre álló technológiától és a felmerülő költségektől függ. A tényleges erőforrásnak azt a részét, amely a rendelkezésre álló technológiával nyereségesen fejleszthető, tartalék erőforrásnak, míg azt a részét, amely technológia hiánya miatt nem lehet nyereségesen fejleszteni, készleterőforrásnak nevezzük.

A természeti erőforrások megújíthatóságuk alapján kategorizálhatók:
- A nem megújuló erőforrások nagyon hosszú geológiai periódusok során keletkeznek. Az ásványok és kövületek ebbe a kategóriába tartoznak. Mivel képződésük rendkívül lassú, nem pótolhatók, ha már kimerültek . Annak ellenére, hogy a fémek újrahasznosíthatók és újrafelhasználhatók, míg a kőolaj és a gáz nem, továbbra is nem megújuló erőforrásnak minősülnek.
- A megújuló erőforrások, mint például az erdők és a halászat, viszonylag gyorsan pótolhatók vagy újratermelhetők. A fenntartható hozam a legmagasabb arány, amellyel egy erőforrást fenntarthatóan lehet használni . Egyes erőforrásokat, például a napfényt, a levegőt és a szelet örökös erőforrásoknak nevezzük, mivel folyamatosan, bár korlátozott mértékben állnak rendelkezésre. Az emberi fogyasztás nem befolyásolja mennyiségüket. Sok megújuló erőforrás emberi felhasználással kimeríthető, de pótolható is, így fenntartva az áramlást. Ezek egy része, mint például a növények, rövid ideig tart a megújuláshoz; másoknak, például a víznek, viszonylag hosszabb időre van szükségük, míg másoknak, például az erdőknek még hosszabb időre van szükségük.

A fogyasztás sebességétől és mennyiségétől függően a túlfogyasztás az erőforrás kimerüléséhez vagy teljes és örökre szóló pusztulásához vezethet. Fontos példák erre a mezőgazdasági területek, a halak és más állatok, az erdők, az egészséges víz és talaj, a művelt és természetes tájak. Az ilyen feltételesen megújuló erőforrásokat néha az erőforrások harmadik fajtájaként vagy a megújuló erőforrások altípusaként sorolják be. A feltételesen megújuló erőforrások jelenleg túlzott emberi fogyasztásnak vannak kitéve, és az ilyen erőforrások egyetlen fenntartható hosszú távú felhasználása az úgynevezett nulla ökológiai lábnyomon belül történik, ahol az ember kevesebbet használ fel, mint amennyit a Föld ökológiai regenerálódási képessége lehetővé tesz.
A természeti erőforrásokat az eloszlás alapján is osztályozzák:
- A mindenütt jelenlévő erőforrások mindenhol megtalálhatók (például levegő, fény és víz).
- Helyi erőforrások csak a világ bizonyos részein találhatók (például fémércek és geotermikus energia).

A tényleges és a potenciális természeti erőforrások megkülönböztetése a következőképpen történik:
- A tényleges erőforrások azok az erőforrások, amelyek helye és mennyisége ismert, és megvan a technológiánk ezek kiaknázásához és felhasználásához.
- A potenciális erőforrások azok, amelyekről jelenleg nem rendelkezünk kellő tudással, vagy nem áll rendelkezésünkre a kiaknázásukhoz szükséges technológia.

A tulajdonjog alapján az erőforrások egyéni, közösségi, nemzeti és nemzetközi kategóriákba sorolhatók.

## Munkaerő vagy emberi erőforrás

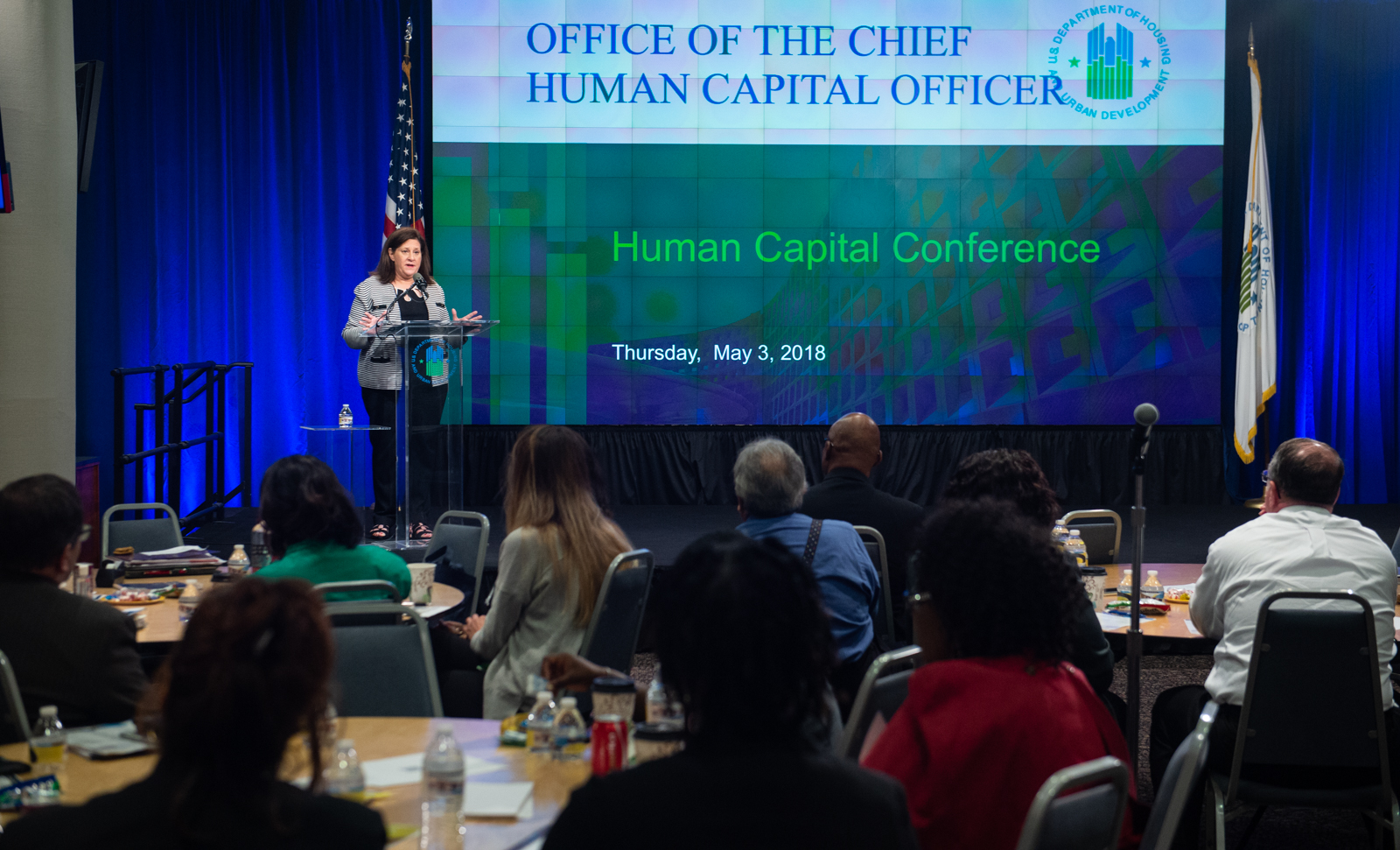
A 2018-as OCHCO Humántőke Konferencia

A közgazdaságtanban a munkaerő vagy emberi erőforrás az áruk előállítása és a szolgáltatások nyújtása során kifejtett emberi erőfeszítésekre utal. Az emberi erőforrás meghatározható a készségek, az energia, a tehetség, a képességek vagy a tudás szempontjából.
A projektmenedzsmentben az emberi erőforrások azok a munkavállalók, akik a projekttervben meghatározott tevékenységek elvégzéséért felelősek.

## Tőke vagy infrastruktúra
A közgazdaságtanban a tőkejavak vagy tőke „azok a tartósan termelt javak, amelyeket viszont termelési inputként használnak fel a javak és szolgáltatások további termeléséhez”. Tipikus példa erre a gyárban használt gépek. Makrogazdasági szinten „a nemzet tőkeállománya magában foglalja az épületeket, a berendezéseket, a szoftvereket és a készleteket egy adott évben”. A tőke a legfontosabb gazdasági erőforrás.

## Kézzelfogható kontra megfoghatatlan
Míg az olyan tárgyi erőforrások, mint például a berendezések tényleges fizikai létezéssel rendelkeznek, addig az olyan immateriális erőforrások, mint a vállalati arculat, a márkák és szabadalmak, valamint más szellemi tulajdonok absztrakcióban léteznek.

## Felhasználás és fenntartható fejlődés
Az erőforrásokat jellemzően nem lehet eredeti formájukban elfogyasztani, hanem az erőforrás-fejlesztés révén felhasználhatóbb árucikkekké és használhatóbb dolgokká kell feldolgozni őket. A gazdaságok fejlődésével az erőforrások iránti kereslet egyre nő. Az erőforrások eloszlása és az ehhez kapcsolódó gazdasági egyenlőtlenségek között jelentős különbségek vannak a régiók vagy országok között, a fejlett országok több természeti erőforrást használnak fel, mint a fejlődő országok. A fenntartható fejlődés olyan erőforrás-felhasználási mintát jelent, amelynek célja az emberi szükségletek kielégítése a környezet megóvása mellett. A fenntartható fejlődés azt jelenti, hogy erőforrásainkat körültekintően kell kiaknáznunk, hogy kielégítsük jelenlegi igényeinket anélkül, hogy veszélyeztetnénk a jövő nemzedékek képességét saját szükségleteik kielégítésére. A három R - csökkentés, újrafelhasználás és újrahasznosítás - gyakorlatát kell követni az erőforrások megőrzése és rendelkezésre állásának meghosszabbítása érdekében.
Különféle problémák kapcsolódnak az erőforrások felhasználásához:
- A közlegelők tragédiája

Különféle előnyök származhatnak az erőforrások bölcs felhasználásából:
- Gazdasági növekedés
- Életminőség
- Fenntartható fejlődés
- Vagyon

## Fordítás
Ez a szócikk részben vagy egészben  a   Resource című angol Wikipédia-szócikk ezen változatának fordításán alapul.  Az eredeti cikk szerkesztőit annak laptörténete sorolja fel. Ez a jelzés csupán a megfogalmazás eredetét és a szerzői jogokat jelzi, nem szolgál a cikkben szereplő információk forrásmegjelöléseként.